# تاکویا ایواتا
تاکویا ایواتا (ژاپنی: 岩田 拓也؛ زادهٔ ۱۴ ژوئیهٔ ۱۹۹۴) یک بازیکن فوتبال اهل ژاپن است.
از باشگاه‌هایی که در آن بازی کرده‌است می‌توان به باشگاه فوتبال تسپاکوستاسو گونما و باشگاه فوتبال ساگامیهارا اشاره کرد.